# Bago (município)

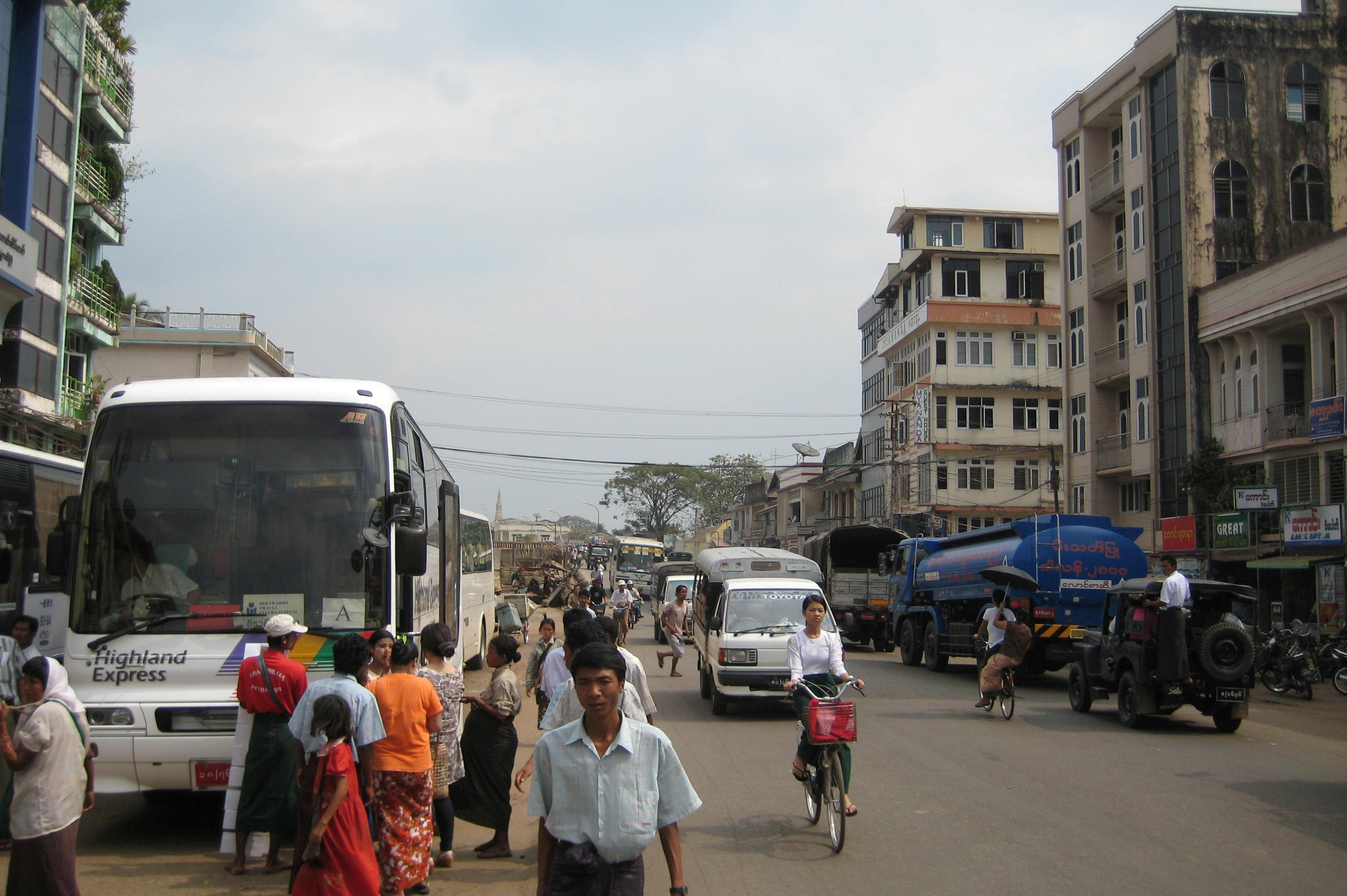

Município Bago é um município no Distrito Bago na Região Bago de Myanmar. A cidade principal é Bago.